# نئو-کالوینیسم

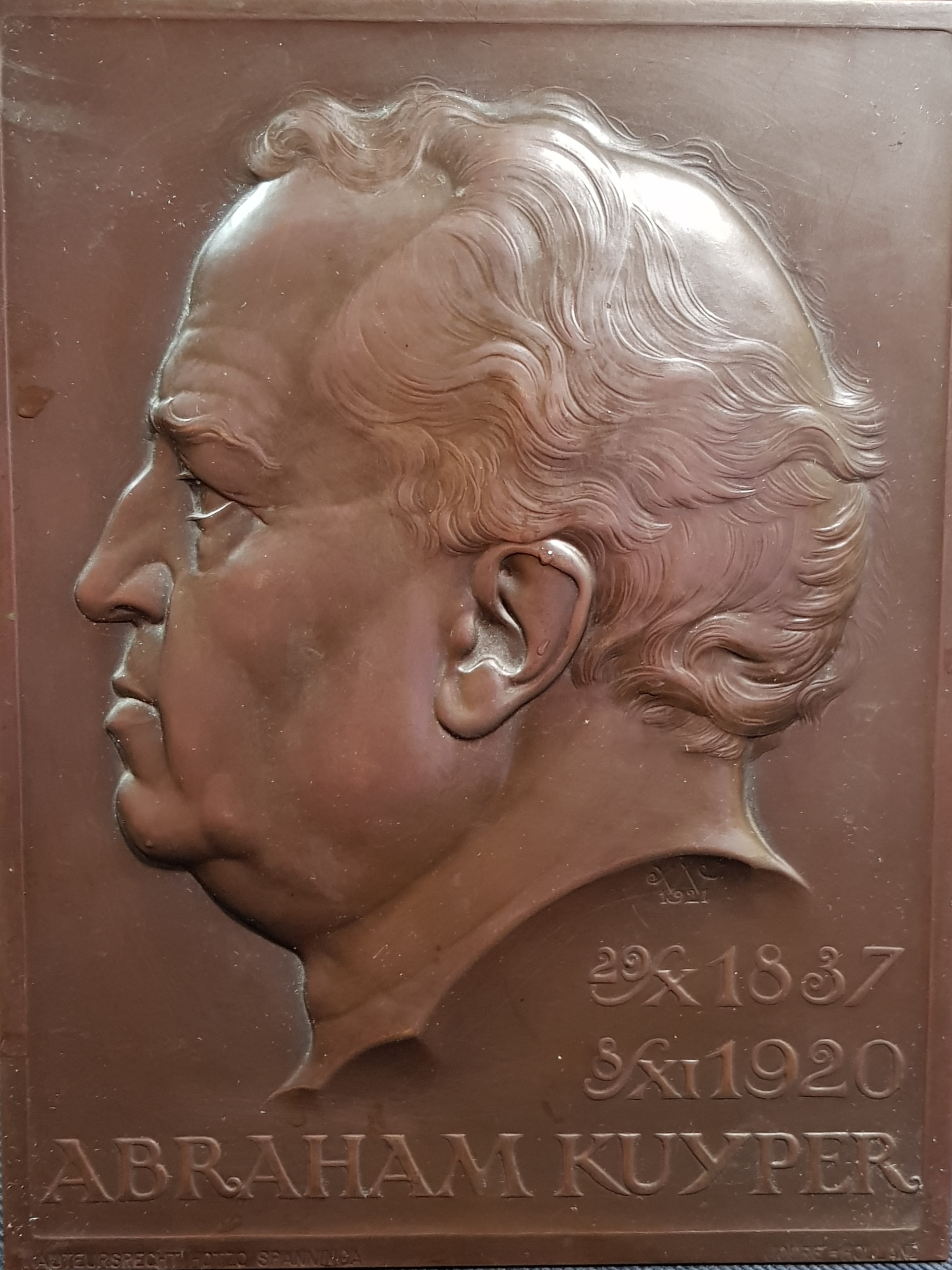
نئو-کالوینیسم یک جنبش الهیاتی است که توسط الهیدان و نخست‌وزیر سابق هلند، آبراهام کویپر آغاز شد.

نئو-کالوینیسم (انگلیسی: Neo-Calvinism) شکلی از کالوینیسم هلندی، یک جنبش الهیاتی است که توسط الهیدان و نخست‌وزیر سابق هلند، آبراهام کویپر آغاز شد.